# Cianoxalita
La cianoxalita és un mineral de la classe dels silicats, que pertany al grup de la cancrinita. Rep el nom pel seu color blau i el seu contingut d'oxalat.

## Característiques
La cianoxalita és un silicat de fórmula química Na₇(Al6-xSi6+xO24)(C₂O₄)0,5+x·5H₂O (0 < x < 0,5). Va ser aprovada com a espècie vàlida per l'Associació Mineralògica Internacional l'any 2008. Cristal·litza en el sistema hexagonal.
Segons la classificació de Nickel-Strunz, la cianoxalita pertany a «09.FB - Tectosilicats sense H₂O zeolítica amb anions addicionals» juntament amb els següents minerals: afghanita, bystrita, cancrinita, cancrisilita, davyna, franzinita, giuseppettita, hidroxicancrinita, liottita, microsommita, pitiglianoïta, quadridavyna, sacrofanita, tounkita, vishnevita, marinellita, farneseïta, alloriïta, fantappieïta, balliranoïta, carbobystrita, depmeierita, kircherita, bicchulita, danalita, genthelvita, haüyna, helvina, kamaishilita, lazurita, noseana, sodalita, tsaregorodtsevita, tugtupita, marialita, meionita i silvialita.

## Formació i jaciments
Va ser descoberta al mont Karnasurt, dins el districte de Lovozero (óblast de Múrmansk, Rússia). També ha estat descrita en altres dues muntanyes properes: el mont Selsurt i el mont Al·luaiv, tots dos també al districte de Lovozero. Aquests tres indrets són els únics de tot el planeta on ha estat descrita aquesta espècie mineral.